# Paul Horgan
Paul George Vincent O'Shaughnessy Horgan (1º de agosto de 1903 – 8 de março de 1995) foi um escritor americano de ficção histórica e não-ficção que escreveu principalmente sobre o Sudoeste dos Estados Unidos. Foi recipiente de dois Prêmios Pulitzer de História.
O historiador David McCullough escreveu sobre Horgan em 1989: "Com exceção de Wallace Stegner, nenhum americano vivo se distinguiu tanto na ficção quanto na história."

## Biografia
Paul Horgan nasceu em Buffalo, Nova Iorque, numa família católica em 1º de agosto de 1903. Depois que seu pai contraiu tuberculose, a família mudou-se em 1915 para Albuquerque, Novo México, por razões de saúde. Horgan frequentou o New Mexico Military Institute em Roswell, Novo México, onde formou uma amizade duradoura com o colega de classe e futuro artista Peter Hurd. Horgan fez amizade com o físico J. Robert Oppenheimer em 1922 durante uma visita ao Novo México. Após terminar o ensino médio, Horgan passou um ano trabalhando para um jornal local.
Em 1923, Horgan ingressou na Eastman School of Music em Rochester, Nova Iorque, mas abandonou após o primeiro ano. Trabalhou pelos próximos três anos em Rochester como cenógrafo para uma nova companhia de ópera que estava sendo criada pelo tenor Vladimir Rosing. Embora Horgan nunca tivesse criado cenários antes, convenceu Rosing a lhe dar o emprego. A jovem companhia de ópera mais tarde se tornou a American Opera Company.
Em 1924, Horgan retornou a Albuquerque. Publicou seu primeiro romance, The Fault of Angels, sobre suas experiências em Rochester em 1923; ganhou o Prêmio Harper. Continuou a escrever 17 romances além de outras obras ao longo das próximas cinco décadas. Horgan serviu como presidente da American Catholic Historical Association.
Durante a Segunda Guerra Mundial, Horgan mudou-se para Washington, D.C. para servir como chefe da Army Information Branch do Departamento de Guerra dos Estados Unidos. Eventualmente recebeu a Legião do Mérito e foi promovido a tenente-coronel. Recebeu uma Bolsa Guggenheim em 1947. Em 1955, Horgan ganhou o Prêmio Pulitzer de História e o Prêmio Bancroft de história com Great River: The Rio Grande in North American History, uma história do Rio Grande no México e nos Estados Unidos.
Em 1959, Horgan tornou-se bolsista no Center for Advanced Studies (CAS) da Universidade Wesleyan em Middletown, Connecticut. Ao longo dos próximos 35 anos, serviu como diretor do CAS, professor adjunto de inglês e como professor emérito e autor-residente permanente. O autor Charles Barber serviu como assistente pessoal de Horgan quando Barber era estudante universitário. Durante este período, Horgan também ministrou seminários e workshops na Universidade Yale e na Universidade de Iowa.
Em 1976, Horgan ganhou o Prêmio Pulitzer de História por Lamy of Santa Fe (Wesleyan University Press), uma biografia do arcebispo Jean-Baptiste Lamy.
Horgan publicou 40 livros e recebeu 19 títulos honorários de universidades dos Estados Unidos. Recebeu um cavaleiro papal do Papa Pio XII. Paul Horgan morreu no Middlesex County Hospital em Middletown, Connecticut, em 8 de março de 1995.

## Obras literárias
Em 1970, Horgan iniciou sua "Tríade Heroica" de romances, sobre as diferentes culturas do Sudoeste, com a publicação de Whitewater. Foi seguido por Thin Mountain Air em 1977 e Mexico Bay em 1982.
Uma das obras mais populares de Horgan foi A Distant Trumpet, um romance histórico baseado nas Guerras Apache no Sudoeste. O livro de 1972 de Horgan Encounters With Stravinsky, uma biografia do compositor Igor Stravinsky, foi chamado de "livro absolutamente irresistível" pelo crítico do The New York Times Simon Karlinsky. Em 1960, o autor Robert Franklin Gish elogiou as contribuições literárias de Horgan na monografia Paul Horgan: Yankee Plainsman e algumas outras obras.

### Ficção
- The Fault of Angels (1933)
- No Quarter Given (1935)
- The Return of the Weed (1936) contos
- Main Line West (1936)
- A Lamp on the Plains (1937)
- Far from Cibola (1938)
- The Habit of Empire (1939)
- Figures in the Landscape (1940)
- The Common Heart (1942)
- Devil in the Desert (1950)
- Things As They Are (1951)
- One Red Rose for Christmas (1952)
- The Saintmaker's Christmas Eve (1955) (traduzido para o alemão por Annemarie Böll como "Weihnachtsabend in San Cristobal")
- Give Me Possession (1957)
- A Distant Trumpet (1960)
- Mountain Standard Time (1962) contém Main Line West, Far from Cibola, e The Common Heart
- Toby and the Nighttime (1963) juvenil
- Memories of the Future (1966)
- The Peach Stone: Stories from Four Decades (1967) contos
- Everything to Live For (1968)
- Whitewater (1970)
- The Thin Mountain Air (1977)
- Mexico Bay (1982)
- The Clerihews of Paul Horgan (1985) verso ligeiro
- The Richard Trilogy (1990) contém Things As they Are, Everything to Live For, e The Thin Mountain Air

### Não-ficção
- Men of Arms (1931)
- From the Royal City (1936)
- New Mexico's Own Chronicle (com o historiador Maurice Garland Fulton) (1937)
- Diary and Letters of Josiah Gregg, 1840-1847 (1941)
- Look at America: The Southwest (1947)
- Great River: The Rio Grande in North American History (1951)
- The Centuries of Santa Fe (1956)
- Rome Eternal (1959)
- Citizen of New Salem (1961)
- Conquistadors in North American History (1963)
- Songs After Lincoln (1965)
- Peter Hurd: A Portrait Sketch from Life (1965) sobre o pintor Peter Hurd
- Maurice Baring Restored (editor) (1969) sobre o poeta Maurice Baring
- The Heroic Triad. Essays in the Social Energies of Three Southwestern Cultures (1970)
- Encounters with Stravinsky (1972) sobre o compositor Igor Stravinsky
- Approaches to Writing (1974)
- Lamy of Santa Fe: His Life and Times (1975) sobre o arcebispo Jean-Baptiste Lamy
- Josiah Gregg and His Vision of the Early West (1979) sobre o explorador Josiah Gregg
- Henriette Wyeth (1980) sobre a pintora Henriette Wyeth
- On the Climate of Books (1981) ensaios
- Of America: East & West (1984)
- Under the Sangre de Cristo (1985)
- A Certain Climate (1988) ensaios
- A Writer's Eye (1988)
- Tracings: A Book of Partial Portraits (1993)